# L'Homme nouveau
Pour les articles homonymes, voir Homme nouveau.
Pour le cycle littéraire de Roger Vailland, voir L'Homme nouveau (cycle de romans).
L’Homme nouveau est un bimensuel catholique traditionaliste français fondé en décembre 1946 sous l'impulsion du père Marcellin Fillère et de l'abbé André Richard. Il a connu un fort développement sous la direction de Marcel Clément des années 1960 à la fin des années 1990, et est dirigé depuis 2001 par Philippe Maxence.
En 2019, il abandonne le format journal au profit du format magazine.

## Historique
Dès 1946, sa parution est bimensuelle. Il paraît avec la devise : « Défend la seule cause de Dieu » et prend la suite de deux premières tentatives parues sous le titre Nous Chrétiens et L'Humanité nouvelle. 
En 1949, à la mort accidentelle du père Fillère, l'abbé André Richard assume la direction de L’Homme nouveau. En 1962, il appelle Marcel Clément au poste de rédacteur en chef. En 1970, celui-ci devient directeur du journal. Sous son impulsion, le journal se développe dans les années 1970, mène de grandes enquêtes et soutient le concile Vatican II, détournant de nombreux catholiques de Marcel Lefebvre. Le tirage oscille alors entre 60 000 à 80 000 exemplaires par numéro. En 1998, Marcel Clément se retire. 
Le conseil d'administration des Éditions de l'Homme nouveau porte à la présidence Georges Daix, puis, en décembre 2000, Denis Sureau, jusqu'en 2014. Ce dernier développe l'activité d'édition de livres et confie le poste de rédacteur en chef à Philippe Maxence en avril 2001. Ce dernier devient président en novembre 2014. Les Éditions de L'Homme Nouveau assurent également depuis 2007 la promotion de l'édition hebdomadaire en langue française de L'Osservatore Romano.
En 2005, L’Homme nouveau publie un supplément culturel désormais partie intégrante du journal.
Depuis septembre 2018, le site du magazine diffuse le Club des hommes en noir, une émission mensuelle animée par Philippe Maxence, en présence de trois ou quatre chroniqueurs ecclésiastiques et d'un chroniqueur laïc, Daniel Hamiche. 

### Le nom deL'Homme nouveau
Son nom fait référence à l'Homme nouveau évoqué dans la Bible, celui qui vient après la résurrection, le dernier Adam dont saint Paul parle ainsi : « L’Écriture dit : Le premier homme, Adam, devint un être vivant ; le dernier Adam – le Christ – est devenu l’être spirituel qui donne la vie » (1 Co 15, 45). Le premier aura été « à l’image de celui qui est fait d’argile », et le second sera « à l’image de celui qui vient du ciel » (1 Co 15, 49). Dans l'Épître aux Éphésiens (4, 23-24) Saint Paul recommande ainsi : « il vous faut (...) revêtir l'homme nouveau créé selon Dieu dans la justice et la sainteté qui viennent de la vérité ».[source insuffisante]

## Rédacteurs
Parmi ses rédacteurs, on peut citer :
- Alexis Arette
- Judith Cabaud
- Yves Chiron
- Pierre Coutras
- Christophe Dickès
- François Foucart
- Falk van Gaver
- Daniel Hamiche
- Annie Laurent
- David Miège
- Reynald Secher